# Eros über alles
Albums de Hubert-Félix Thiéfaine
Météo für nada
(1986) Chroniques bluesymentales
(1990)
Eros über alles est le huitième album d'Hubert-Félix Thiéfaine.
La chanson Septembre rose a été inspirée par la naissance du premier enfant du chanteur, Hugo.
En raison de divergences musicales, ce sera la dernière collaboration avec Claude Mairet.

## Pistes
Tous les titres sont signés H.F.Thiéfaine/C.Mairet sauf * H.F.Thiéfaine/H.F.Thiéfaine-C.Mairet.
1. Was Ist das Rock'n'Roll * - 3:35
2. Je ne sais plus quoi faire pour te décevoir * - 3:47
3. Amants destroy - 4:32
4. Pulque mescal y tequila - 6:04
5. Septembre rose * - 3:41
6. Syndrome albatros - 4:54
7. Droïde Song * - 4:58
8. Je suis partout - 4:09

## Crédits
- Chant : Hubert-Félix Thiéfaine
- Guitares : Claude Mairet
- Guitares : Patrice Tison
- Basse : Sauveur Mallia
- Batterie : Alain Gouillard, Claude Salmieri
- Percussions : Dominique Mahut
- Chœurs : Daniel Adjadj, Jean-Luc Escriva, Claude Mairet